# Katie Price

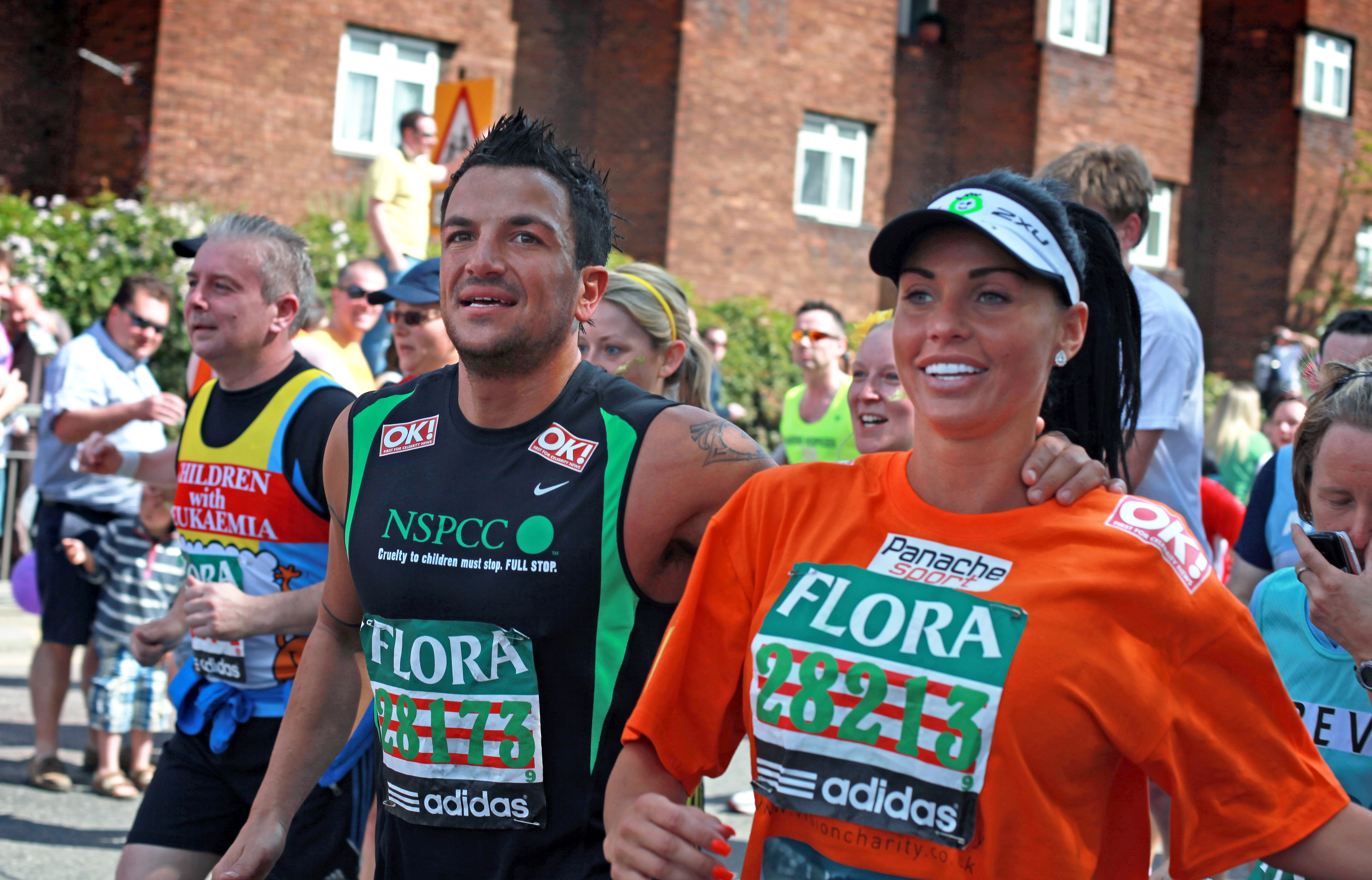
Peter Andre och Katie Price 2009 under London Marathon, strax före deras skilsmässa.

Katie Price, även känd som Jordan, född som Katrina Alexandra Infield den 22 maj 1978 i Brighton i East Sussex, är en brittisk glamourmodell, författare och sångerska. Hennes ibland skandalomsusade liv har blivit regelbundet omskrivet i den engelska skvallerpressen.

## Modell och musik
Katie Price slog igenom som glamourmodell på 1990-talet. Karriären inleddes när hon utsågs till sida 3-flicka, "Page 3 girl", i tidningen The Sun 1996 under namnet Jordan. Tabloiden hade som stående inslag en glamourmodell på sidan 3, vilket blev ett etablerat begrepp i England. Hon var sida 3-flicka hela veckan, med mer avklädda bilder för varje dag, vilket var ett nytt grepp. Hon fortsatte arbeta som glamourmodell och återkom som Sida 3 flicka i The Sun, men också hos deras konkurrenter och hon gjorde arbeten bland annat för herrtidningarna Playboy, FHM och Esquire. Hennes nöjesliv väckte också uppmärksamhet i skvallerpressen och hon blev ett återkommande inslag på tidningarnas nöjessidor.
Under 00-talet började hon synas mer i TV-program som kändisdeltagare och det gjordes flera dokumentärer och dokusåpor om hennes liv och hennes förhållanden. Hon var bland annat tillsammans med fotbollsspelaren Dwight Yorke en kortare period under 2001, vilket ledde till att hon födde deras gemensamma barn. Därefter gifte hon sig med sångaren Peter Andre 2005.
Hon deltog i den brittiska uttagningen till Eurovision Song Contest 2005 med låten Not Just Anybody och kom tvåa efter Javine Hylton och hennes Touch My Fire.
Hon slutade använda pseudonymen Jordan och började etablera en karriär under sitt riktiga namn Katie Price, bland annat med självbiografiska böcker, barnböcker och träningsvideor.
På toppen av sin karriär uppskattades hon ha en förmögenhet på 45 miljoner pund, men hösten 2019 försattes hon i konkurs.

## Familj
Katie Price växte upp i Brighton med en äldre bror och syster. När hon var ett par år lämnade fadern familjen och när hon var tio gifte modern om sig med en man som hade efternamnet Price, vilket hon då tog.
Hon fick sitt första barn 2002 tillsammans med fotbollsspelaren Dwight Yorke. De hade haft en kortare romans under 2001 men hade gått skilda vägar när barnet föddes. Hon gifte sig med sångaren Peter Andre 2005 och de har två barn tillsammans. Deras skilsmässa fick stor uppmärksamhet 2009 och 2010 gifte hon sig med MMA-utövaren Alex Reid, och de var gifta omkring ett år.
Hon gifte sig med Kieran Hayler, som bland annat varit strippare, år 2013 och de har två barn tillsammans. De separerade 2017 och skilsmässan blev klar 2021.

## Böcker
Jordan har skrivit ett antal böcker:
- Being Jordan (2004)
- Jordan: A Whole New World (2006)
- Angel (2006)
- Crystal (2007)
- Katie Price's Perfect Ponies (2007)
- Jordan: Pushed to the Limit (2008)
- Angel Uncovered (2008)
- Time for Picnic (2008)
- A Sunny Day (2008)